# Тилен, Ян Филипп ван
Ян Филипп ван Тилен (нидерл. Jan Philips van Thielen, 1 апреля 1618[…], Мехелен — 1667[…], Хейст-оп-ден-Берг, Антверпен) — фламандский живописец эпохи барокко, изображавший преимущественно растения и гирлянды цветов.

## Жизнь и творчество

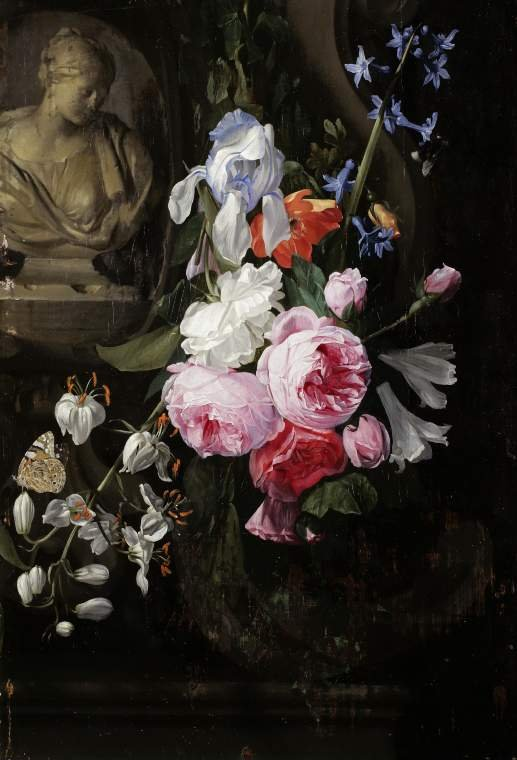
Я ван Тилен. Ваза с цветами. Ок. 1660

Ван Тилен родился в семье мелкого дворянина. В 1631/1632 годах, в возрасте 13 лет он стал изучать живопись под руководством будущего зятя, художника, писавшего исторические картины Теодора Ромбоутса, в 1641 он продолжил обучение у Даниэля Зегерса. Согласно свидетельству нидерландского историка искусства А. Хоубракена, ван Тилен пользовался покровительством властей Испанских Нидерландов. Три дочери художника — Мария-Тереза, Анна-Мария и Франциска-Катерина — также занимались живописью. В 1660 году ван Тилен становится мастером Гильдии Святого Луки в Мехелене. Он создал ряд картин совместно с другими живописцами, в первую очередь со своим свояком Эразмом Квеллином Младшим, а также с Корнелисом Схютом, Николасом де Ларжильером, Франсом Франкеном Младшим и другими. В 1660-х годах художник унаследовал титул сеньора Каувенберха.
В настоящее время произведения Яна Филиппа ван Тилена можно увидеть в музеях Бельгии, а также Вашингтона, Гонолулу, университетских галереях Оксфорда и Кембриджа, Милана и др.